# San Canzian d’Isonzo
San Canzian d’Isonzo (friuli nyelven San Ganzian, helyi nyelvjárában Sacansiàn) település Olaszországban, Friuli-Venezia Giulia régióban, Gorizia megyében. Lakosainak száma 6013 fő (2023. január 1.). San Canzian d’Isonzo Fiumicello Villa Vicentina, Grado, Ronchi dei Legionari, Staranzano, San Pier d'Isonzo és Turriaco községekkel határos.

## Népesség
A település lakossága az elmúlt években az alábbi módon változott:
| Lakosok száma | 6172 | 6227 | 6013 |
|               | 2017 | 2018 | 2023 |